# François-Joachim Esnue-Lavallée
Pour les articles homonymes, voir Lavallée.
François Joachim Esnue-Lavallée, ou de la Vallée, né à Craon (Anjou) le 20 mars 1751 et mort à Paris le 21 février 1816, est un magistrat et une personnalité politique français.

## Biographie

### Origine
Fils de François-Jean Esnue, sieur de la Vallée, docteur en médecine, en poste à l'hôpital de Craon depuis 1746, mort à son domicile le 12 septembre 1795, et de Renée Curis,, morte le 12 mars 1790, il est reçu licencié en droit et avocat en Parlement. Le 4 décembre 1780, il s'inscrit au barreau de Craon, puis devient procureur à la sénéchaussée de Craon en 1788 et secrétaire du bureau de correspondance du district de Craon en 1787. Le 16 juin 1778, son oncle, le curé de la paroisse, Thomas Esnue-Lavallée, célèbre à Marigné-Peuton son mariage avec Louise Jarry de Lorminière,.

### Homme politique
Au début de la Révolution, il devient, malgré ses opinions avancées, l'un des trois commissaires désignés par le roi le 6 mars 1790 afin de prendre toutes les mesures nécessaires pour la formation du département de la Mayenne et des districts et capitaine de la 5e compagnie de la milice bourgeoise. Par ailleurs, il est élu maire de Craon, membre du directoire du district (1790), juge au tribunal du district (1791),.
En septembre 1791, Esnue-Lavallée est élu député du département de la Mayenne, le sixième sur huit, à l'Assemblée nationale législative où il siège à la gauche de l'hémicycle. En avril 1792, il vote pour que les soldats du régiment de Châteauvieux, qui s'étaient mutinés lors de l'affaire de Nancy, soient admis aux honneurs de la séance. En août de la même année, il vote en faveur de la mise en accusation du marquis de La Fayette. 

### Le montagnard
La monarchie française prend fin à l'issue de l'insurrection du 10 août 1792. En septembre, Esnue-Lavallée est réélu député de la Mayenne, le deuxième sur huit, à la Convention nationale.  
Il siège sur les bancs de la Montagne. Lors du procès de Louis XVI, il vote la mort et rejette l'appel au peuple et le sursis à l'exécution. En avril 1793, il est absent lors du scrutin sur la mise en accusation de Jean-Paul Marat. En mai de la même année, il vote contre le rétablissement de la Commission des Douze. 
Nommé Envoyé en mission dans les départements du Centre et de l'Ouest avec Fouché, Méaulle et Philippeaux par décret du 24 juin 1793 pour appeler la population aux armes contre les insurgés vendéens, il quitte Paris le 22 septembre. Sa rigueur lui attire de vives inimitiés. Ainsi, à  la fin de septembre 1793, avec son collègue Thiron de la Moselle, il renouvelle les administrations du département, du district et de la commune de Laval. Rappelé par décret du 9 brumaire an II (30 octobre 1793), il n'en poursuit pas moins sa mission jusqu'en décembre. 
Le 9 nivôse (29 décembre 1793), il est nommé par arrêté du comité de salut public en Ille-et-Vilaine et en Mayenne avec René François-Primaudière pour organiser le gouvernement révolutionnaire. Le 28 pluviôse an II (16 février 1794), à Rennes, il ordonne la destruction des orgues des églises « qui servent à alimenter l'imbécile crédulité des citoyens habitués à se rendre dans les lieux consacrés à l'erreur et au mensonge ». Par ailleurs, il se signale par la part qu'il prend dans la condamnation de l'ex-constituant Enjubault de la Roche, auquel il mêle l'affaire du prince de Talmont. Début germinal, il rentre à Paris et prend un congé de quatre décades, avant de repartir pour Rennes le 22 floréal (11 mai 1794). Il est rappelé par le comité de salut public le 14 messidor (2 juillet 1794) et le 6 thermidor (24 juillet 1794).

### Procès et amnistie
À la suite de l'insurrection du 1er prairial an III (20 mai 1795), il est dénoncé comme terroriste par la commune de Laval
Le 5 floréal an IIII (24 avril 1795), Enjubault-Bouessay, Jérôme Frin de Corméré et François Hubert, tous les trois destitués au mois de novembre 1793 par Esnue-Lavallée, vinrent apporter à la barre de la Convention une dénonciation formelle contre Esnue-Lavallée. 
La pétition des habitants de Laval, convertie en motion par Boursault-Malherbe, fut renvoyée au Comité de salut public. Le 5 prairial an III, la Convention, après un discours de Boursault-Malherbe et un second de Jacques Defermon, ordonnait la mise en accusation et l'arrestation d'Esnue-Lavallée.
Il profite de l'amnistie générale du 4 brumaire an IV (26 octobre 1795) qui le libère.

### Notaire
Rentré à Craon après sa libération, il se retire de la vie publique, gérant une étude de notaire. Sous le Directoire, le ministre de l'Intérieur octroie par arrêté, en 1796, des secours à ses trois filles. Sous la Restauration, il se fixe à Paris. Saisi par la loi du 12 janvier 1816 qui condamne les régicides à l'exil, il meurt peu après.